# Julia Carlsson
Julia Carlsson, född 8 april 1975 i Karlskrona, är en svensk före detta fotbollsspelare.
Carlsson representerade på klubbnivå Älvsjö AIK. Hon spelade 14 A-landskamper för Sverige, och var med i Sveriges trupp i OS 1996.